# Vert (parfum)
 (novembre 2023).
Si vous disposez d'ouvrages ou d'articles de référence ou si vous connaissez des sites web de qualité traitant du thème abordé ici, merci de compléter l'article en donnant les références utiles à sa vérifiabilité et en les liant à la section « Notes et références ».
En parfumerie, vert se dit d'une note fraîche rappelant le plus souvent celles du gazon, des feuilles de figuiers, des feuilles broyées, du bambou, mais également celle de fleurs telle que la jacinthe. On compose une note verte avec des essences naturelles comme le galbanum (Ferula galbaniflua), l'absolue de feuilles de violettes, mais également grâce aux produits de synthèse tels que l'acétate de styralyl, l'aldéhyde phénylacétique, le Triplal ou le cis 3-Hexenol.
Un des premiers parfums « verts » sorti sur le marché, fut « Vent Vert » basé sur la jacinthe, composé par le parfumeur Germaine Cellier en 1945 pour la maison Balmain.